# Igreja de São Bartolomeu (Toledo)
A Igreja de São Bartolomeu em Toledo, Espanha, é um edifício de alçado da Baixa Idade Média modificado no século XIX para servir como convento de freiras. Preservou elementos da arte mudéjar.

## História
Foi incorporada em 1877 como igreja conventual ao Mosteiro de Jerónimas de la Reina, quando esta comunidade ocupou o edifício imediato, por doação da imperatriz Eugénia de Montijo. Depois da restauração feita em 1957, serviu como casa sacerdotal e é, atualmente, Seminário Mayor. Apesar das sucessivas adaptações, necessárias para estes usos, mantém-se a estrutura do antigo palácio renascentista, com claros indícios de uma profunda renovação no século XIX, organizado com dependências em torno de um pátio irregular. O palácio e a Igreja estiveram, primitivamente, separados por até 1877, ano em que foram unidos por um muro que se pode ver hoje ao longo da baixada de São Bartolomeu.

## Descrição

### Torre
A parte mais antiga da Igreja é a torre, agora englobada na nave do Evangelho, mas que na sua origem foi uma construção isenta. Sua condição de medieval foi descoberta em 1940, durante uma campanha de restauração na qual se retirou o revestimento que a cobria. Deriva diretamente do alminar muçulmano, como a de Santiago del Arrabal, com a qual compartilha evidentes semelhanças, tanto na estrutura interior como externamente. Poderia datar da primeira metade do século XIII; mas alguns autores atestam que é mais antiga.

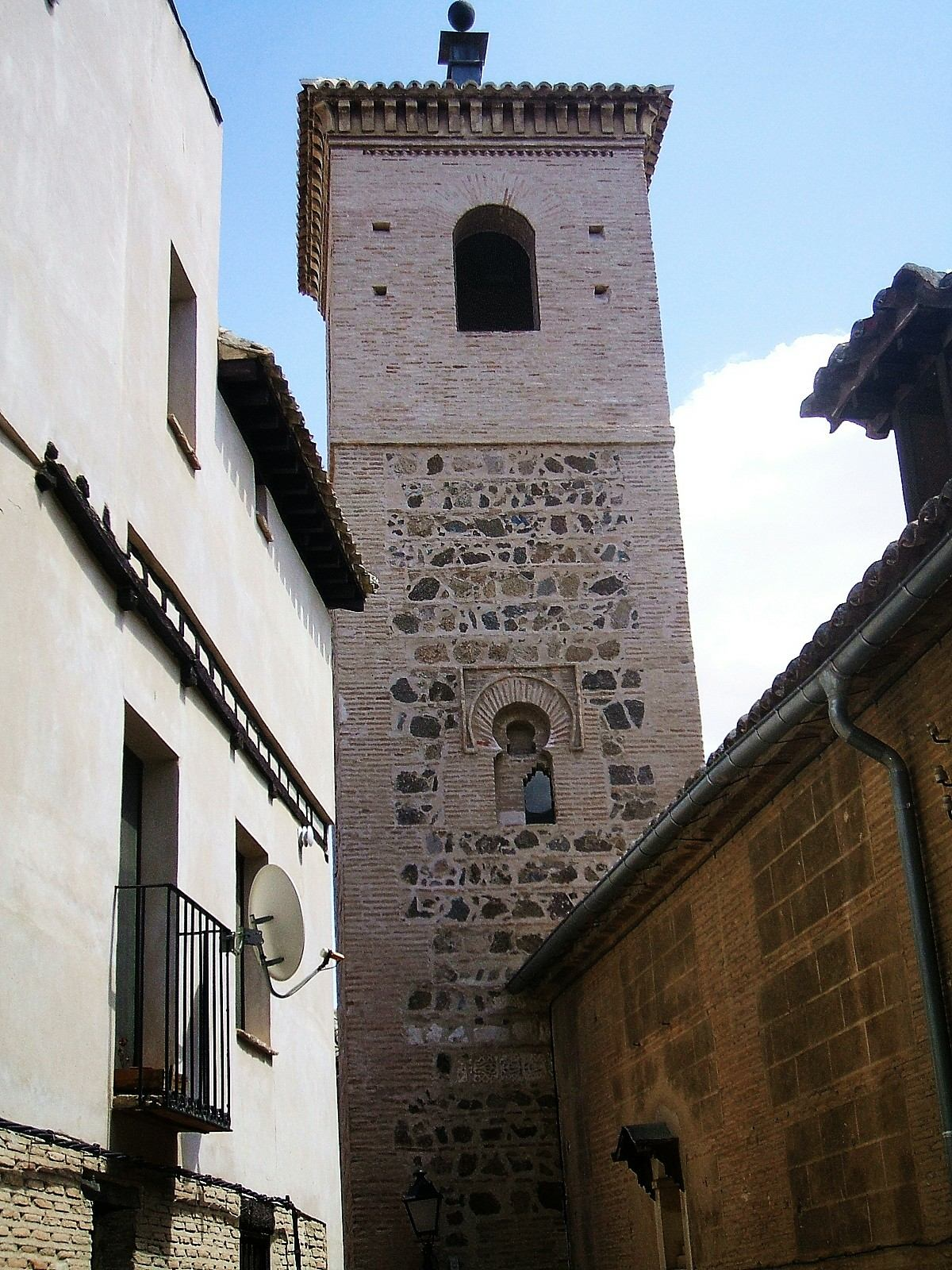
Torre da Igreja de São Bartolomeu

### Alçado
Na Igreja se percebem várias reconstruções que modificaram a planta primitiva. A referência mais antiga a ela é de 1145; mas a abside central, que segue um modelo muito próximo ao do Cristo de la Vega o San Vicente, não parece anterior a fins do século XIII. Como esses outros templos, sua estrutura corresponderia a uma igreja de uma só nave, o que se pode comprovar por meio da espessura dos antigos muros exteriores do abside, incorporados no atual presbitério, e aproveitados no fim do século XV, para abrir pequenas capelas.
A ampliação, de uma a três naves, colocava um problema de integração: incorporar as naves ao abside, já construído, problema que se resolveu por meio de dois espaços quadrados, cujos parâmetros exteriores repetem a organização do jogo de arcos do abside central, onde o primeiro piso se compõe de arcos de meio ponto, o segundo e o terceiro de arcos califais. A proximidade da data de construção justificaria a extraordinária semelhança de técnica e tipologia dos arcos, que lhes dão a aparência de serem parte da mesma obra.

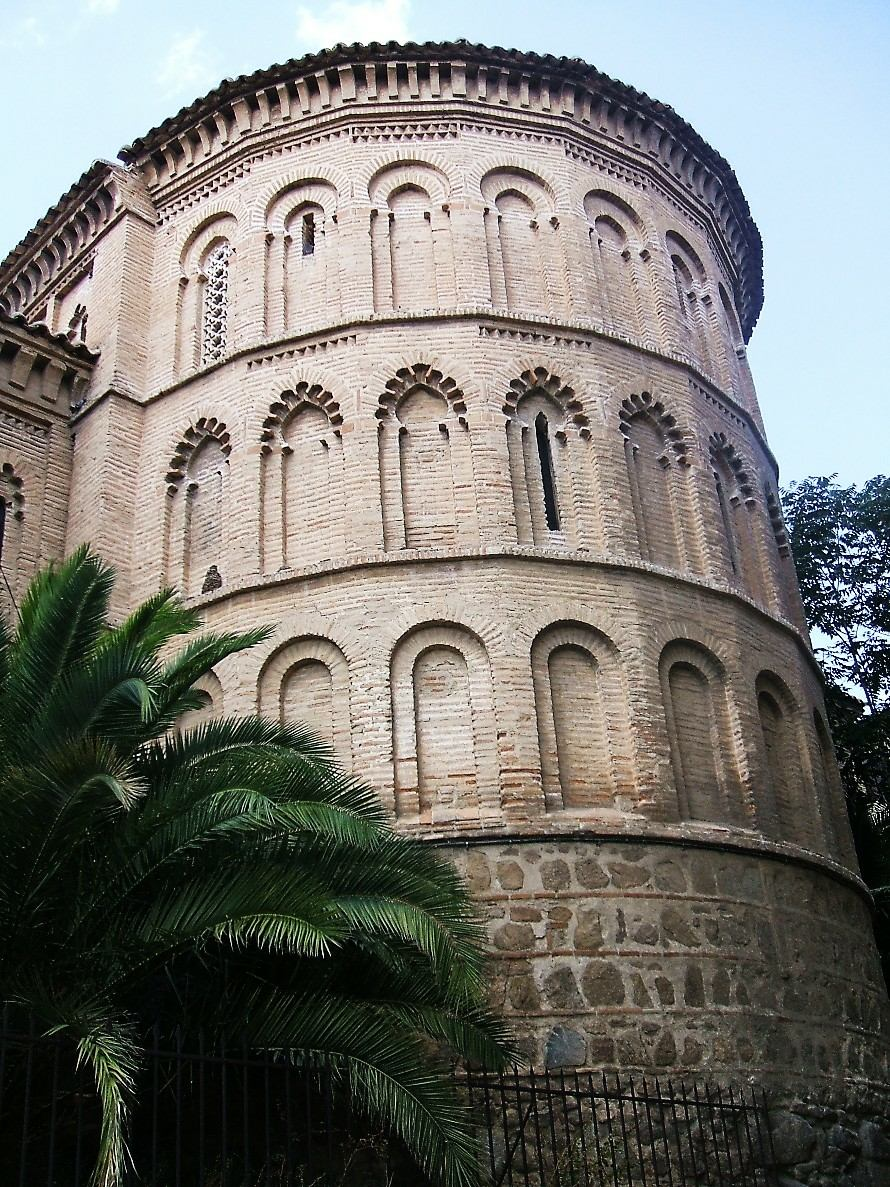
Abside

A planta das naves é regular e de proporções corretas. As sucessivas reformas modificaram a estrutura mudéjar, eliminando, sucessivamente, os elementos dessa época. Sem embargo, durante sua recente restauração, apareceram dois suportes primitivos, no extremo dos pés do arco do evangelho, que mostram a extraordinária semelhança com os pilares de Santa María la Blanca: são igualmente de forma octogonal, em ladrilho e apresentam o mesmo tipo de imitação dos capitéis, mediante um revestimento de estuque. Em ambos os casos, há coincidências, tanto na organização decorativa, como nas bordas de canto e nos remates.

### Capelas
Em fins do século XV se iniciam as obras que modificariam a estrutura primitiva. Na escada do presbitério, aproveitando a espessura dos muros, acomodam-se pequenas capelas funerárias.
Durante a segunda metade do século XVI é concluída a remodelação interior da cabeceira da Epístola, conservando o muro exterior mudéjar. A nova capela, dedicada a Santa Catarina, é atribuída a Nicolás de Vergara "o Moço", por ser parecida com a sacristia do monastério de San Pedro Mártir. Posteriormente, adicionaram-se outras capelas, como a que serviu para sepultar dom Juan Cornejo e sua mulher, dona Felipa de Ortega, situada na cabeceira, e a de Nossa Senhora de Loreto, o do "Lorito", construída segundo condições de Jorge Manuel Teotocópuli, situada aos pés da nave do Evangelho.
A igreja continuou sofrendo transformações por conta do passar do tempo, devidas, sempre, ao seu mal estado de conservação, sendo, talvez, a obra de maior envergadura realizada depois do desabamento, em 1870, da nave da torre, que teve de ser completamente refeita.